# Верёвкина, Марианна Владимировна
Мариа́нна Влади́мировна Верёвкина (нем. Marianne von Werefkin; 29 августа (10 сентября) 1860, Тула — 6 февраля 1938, Аскона, Швейцария) — русский (в эмиграции — немецкий и затем швейцарский) живописец, весомая фигура русской диаспоры в Мюнхене времён югендстиля, одна из начинателей живописи экспрессионизма.

## Жизнь и творчество
Родилась в семье крупного военачальника, государственного деятеля Владимира Верёвкина и Елизаветы Дараган (5 июля 1834 — 18 марта 1885), занимавшейся иконописью и портретной живописью. По материнской линии — внучка писательницы и педагога Анны Дараган. Вместе с родителями в 1862 году из Тулы переезжает в Витебск, где отец был назначен военным губернатором. С 1868 по 1878 год семья живёт в Вильно в связи с назначением главы семейства на должность начальника Виленского военного округа. В 1872 году Марианна поступает в Мариинское высшее женское училище в Вильно, где получает образование до 1876 года. В 1879 году переезжает в польский город Люблин, где пробудет с родителями до отъезда в Москву. С 1883 года берёт частные уроки у Прянишникова в Московском училище живописи, ваяния и зодчества, а также занимается натюрмортом под руководством Василия Поленова. После смерти матери, в 1885 году, переезжает с отцом в Санкт-Петербург, где знакомится с Ильёй Репиным и начинает брать у него уроки рисования.

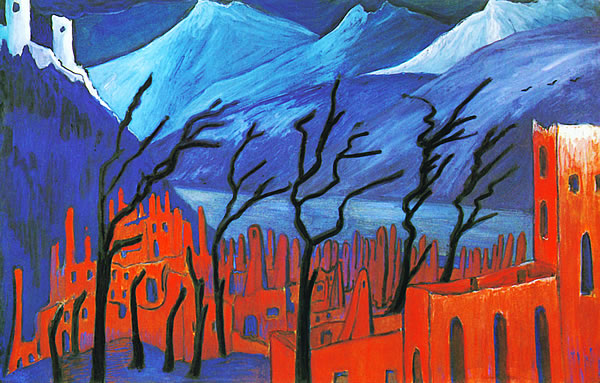
Красный город (1909)

В 1888 году во время охоты произошёл несчастный случай: Верёвкина прострелила себе ладонь правой руки; с тех пор она учится держать кисточку между средним и безымянным пальцами. В музее Висбадена находится работа Репина, на которой изображена Верёвкина с перевязанной рукой. В 1889 году совершает поездку по Кавказу. В 1891 году состоялось знакомство с Алексеем Явленским, который тоже был учеником Репина. В 1892 году принимает участие в 20-й выставке передвижников. В том же году Репин скажет о Верёвкиной, что она «русский Рембрандт», также будет сравнивать её с Веласкесом и Франсиско де Сурбараном. После смерти отца в 1896 году, переехав с Явленским в Мюнхен, на несколько лет прекратила рисовать. В 1897 году Верёвкина отправляется в путешествие в Венецию вместе с Явленским, Грабарём, Ажбе и Кардовским. В 1905 году продолжила заниматься живописью. Познакомилась с художниками Ф. фон Ленбахом и Ф. фон Штуком (1906). Большую часть лета 1908 года провела вместе с Явленским и Кандинским в доме у Габриэль Мюнтер в посёлке Мурнау. В том же году приняла участие в выставке Берлинского сецессиона и в салоне в Санкт-Петербурге.
22 марта 1909 года совместно с Кандинским, Явленским, Канольдтом и Эрбслё основывает «Новое Мюнхенское художественное объединение» (Neue Künstlervereinigung München, N.K.V.M.). Первая выставка объединения состоялась Галерее Таннхаузер в Мюнхене. В то время Верёвкина интересовалась японским искусством и ксилографией. В 1910 году работы Верёвкиной выставляются в Риге и Санкт-Петербурге. В 1911 году вместе с Явленским посещает Париж, где встречается с Матиссом.
В 1912 году выставляла свои работы совместно с группой «Синий всадник» (Der Blaue Reiter) в галерее «Der Sturm» в Берлине. В начале декабря 1912 года Верёвкина и Явленский выходят из «Нового Мюнхенского художественного объединения». В 1913 году приняла участие в выставке в Будапеште и в Первом немецком осеннем салоне в Берлине.
В 1914 году переехала вместе с Явленским в Швейцарию, после чего участвует в выставке в Дрездене, затем, совместно с группой «Синий всадник», в Гельсингфорсе, Тронхейме, Гётеборге. В 1917 году помогают Александру Сахарову в постановке балета в Лугано. С 1919 года жила в Асконе (кантон Тичино). В 1921 году окончательно рассталась с Явленским.
В 1924 году основала художественную группу «Большая медведица» (Der Große Bär), которая, как и созвездие Большой медведицы, включает семь звёзд, состояла из семи членов: Вальтер Хельбиг, Отто Наймайер, Эрнст Фрик, Альберт Кохлер, Гордон мак Кух, Отто ван Райс и Рихард Зевальд. В 1928 году Верёвкина приняла участие в выставке группы «Большая медведица» совместно с Шмидт-Ротлуфом и Рольфсом в берлинской галерее Нирендорф.
В последние годы она рисовала плакаты. Её друзья Кармен и Диего Хагманн поддерживали её материально и защищали от бедности.
Марианна Верёвкина умерла в Асконе 6 февраля 1938 года. Похоронена на русском кладбище там же.

## Избранные работы

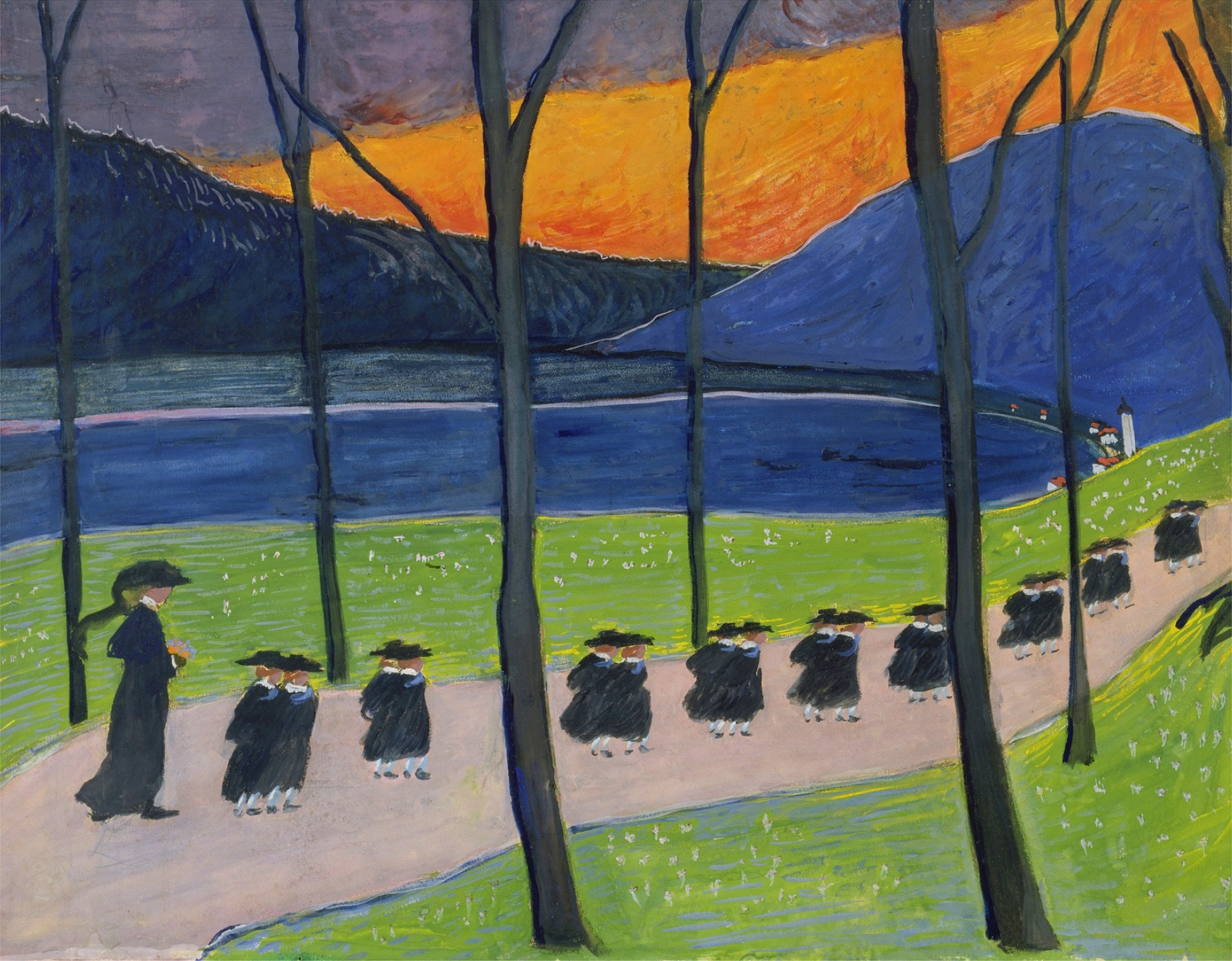
Осень. Школа

- «Осень. Школа». 1907 Аскона, Фонд М. Верёвкиной
- «В кафе». 1909
- «Печальное настроение». 1910
- «Автопортрет I», 1910. Мюнхен, Городская галерея Ленбаххауз
- «Живодёрня», 1910. Висбаден, Городской музей искусств
- «Конькобежец», 1911.

## Персональные выставки
- 2010 — «Художники русского зарубежья: Марианна Верёвкина (1860—1938)». Государственная Третьяковская галерея, Москва[3].

## Семья
- Дараган, Анна Михайловна (1806—1877) — бабушка, русский педагог и детская писательница.
- Верёвкин, Николай Никитич (1766—1830) — дед, санкт-петербургский комендант, московский комендант, генерал-лейтенант российской императорской армии.
- Верёвкин, Владимир Николаевич (1821—1896) — отец, русский генерал, участник Крымской войны.
- Верёвкин, Пётр Владимирович (5 января 1862 — 18 февраля 1946) — брат, друг императора Николая II, был последовательно Ковенским (1904—1912), Виленским (1912—1915) и Эстляндским (1915—1917) губернатором.
- Верёвкин, Всеволод Владимирович (1872—1924) — брат; муж Вероники Абегг — художницы, ученицы Репина.
- Верёвкин, Александр Николаевич (?—1854) — дядя, генерал-майор, участник Кавказской войны.
- Дараган, Пётр Михайлович (1874—1960) — троюродный брат; флигель-адъютант Е. И. В., полковник Русской императорской армии, участник Первой мировой войны и Белого движения, последний полковой командир Каргопольского драгунского полка, белоэмигрант.
- Дараган, Иван Михайлович (1885—1977) — троюродный брат; выпускник Пажеского корпуса, Генерального штаба подполковник Русской императорской армии, участник Первой мировой войны и Белого движения, белоэмигрант.

### Книги
- Bruno Goetz. Das gottlish Gesicht. — 1927.
- J. Hahl-Koch. Marianne von Werefkin und der russische Symbolismus. — München, 1967.
- K. Federer. Marianne von Werefkin. Zeugnis und Bild. — Zürich, 1975.
- B. Fäthke. Marianne von Werefkin. Leben und Werk. — München 1988.
- D. Elger. Expressionismus. — Köln, 2007.
- Laima Laučkaitė. Ekspresionizmo raitelė Mariana Veriovkina. — Vilnius: Kultūros, filosofijos ir meno institutas, 2007. — ISBN 978-9986-638-95-7.
- Боулт Дж. Э., Фолини М., Лаучкайте Сургайлене Л. Марианна Верёвкина (1860—1938): Художники русского зарубежья. — М.: Третьяковская галерея, 2010. — 310 с. — ISBN 978-88-965321-8-8.
- Олейник Мария. Марианна Верёвкина: Эволюция стиля от символизма к импрессионизму. — СПб.: Алетейя, 2019.

### Статьи
- Боулт Джон Э. «Воскресный день»: Марианна Верёвкина и русский Серебряный век // «Амазонки авангарда»  / Ответственный редактор Г. Ф. Коваленко; Государственный институт искусствознания Министерства культуры Российской Федерации. — М.: Наука, 2004. — С. 69—80. — ISBN 5-02-010251-2.
- Толстая Н. Марианна Верёвкина. Женщина и художник // Третьяковская галерея : журнал. — М., 2010. — № 3 (28).